# 海を渡る祭礼
『海を渡る祭礼』（うみをわたるさいれい）は、1941年に公開された稲垣浩監督の日本映画。

## スタッフ
- 監督 - 稲垣浩[1]
- 脚本 - 三村伸太郎[1]
- 原作 - 三村伸太郎[1]
- 撮影 - 石本秀雄[1]
- 音楽 - 西梧郎[1]
- 録音 - 佐々木稔郎[2]

## キャスト
以下の出演者名と役名はallcinemaに従った。
- 市川春代 - 宿の女中おうた
- 深水藤子 - 旅の女おやす
- 大倉千代子 - 踊り子お雪
- 月宮乙女 - 宿の女中おかつ
- 衣笠淳子 - 宿の女中お松
- 滝のぼる - 宿の女中おさき
- 戸上城太郎 - 小布施羊太郎
- 市川小文治 - 馬芸の頭虎鉄
- 香川良介 - 板場の峰吉
- 志村喬 - 蟇の油の源次兵衛
- 遠山満 - 宿の亭主嘉藤次
- 尾上華丈 - 女曲芸とり寅
- 団徳麿 - 猿廻しの与市
- 上田吉二郎 - 手品師の玄斎坊
- 村田宏寿 - 顔役の銀兵衛
- 石川秀道 - 勝ン平
- 瀬戸一司 - 板場の亥之
- 仁礼功太郎 - 馬芸師斑
- 春日清 - 馬芸師小入道
- 浮田勝三郎 - 馬芸師竹虎
- 市川左正 - 馬芸師乗鞍
- 岬弦太郎 - 馬芸師悪七
- 大崎史郎 - 吹矢の三五郎
- 志茂山剛 - とんとろの忠助
- 楠英三郎 - 乾分伊八
- 小林三夫 - 板場の宇助
- 小池柳星 - 祭文語りの伝兵衛

## 受賞歴
- 1941年度 第18回キネマ旬報賞
  - 日本映画ベスト・テン8位　『海を渡る祭礼』（稲垣浩監督）[4]